# Apple X11
Apple X11 è l'implementazione Apple Inc. del sistema X Window per macOS, che consente di utilizzare applicazioni scritte per Unix.
L'Apple X11 si basa su XFree86 a cui è stato aggiunto il supporto per l'accelerazione grafica bidimensionale, e l'accelerazione grafica tridimensionale fornita dalle schede grafiche installate sui computer Macintosh. Il software si avvantaggia della tecnologia Quartz ed è perfettamente integrato con l'interfaccia grafica Aqua. Apple X11 è stato reso inizialmente disponibile per il sistema Mac OS X Jaguar e in seguito è stato reso parte integrante dalla versione 10.3 del sistema operativo
Il codice sorgente è disponibile su source code for Apple X11. È disponibile sotto licenza Apple Public Source License